# Udala (Álava)
Udala es un despoblado que actualmente forma parte del municipio de Salvatierra, en la provincia de Álava, País Vasco (España).

## Toponimia
A lo largo de los siglos ha sido conocido también con el nombre de Udalha

## Historia
Documentado desde 1025 (Reja de San Millán), se desconoce cuándo se despobló.
Actualmente sus tierras son un exclave del municipio de Salvatierra situado entre los municipios de Aspárrena, Barrundia y San Millán.